# Hogna leucocephala
Hogna leucocephala là một loài nhện trong họ Lycosidae.
Loài này thuộc chi Hogna. Hogna leucocephala được Ludwig Carl Christian Koch miêu tả năm 1879.